# Anthrax pleuralis
Anthrax pleuralis är en tvåvingeart som först beskrevs av Samuel Wendell Williston  1901.  Anthrax pleuralis ingår i släktet Anthrax och familjen svävflugor. Inga underarter finns listade i Catalogue of Life.